# Пискунов, Роман Сергеевич
Роман Сергеевич Пискунов — гвардии рядовой Вооружённых Сил Российской Федерации, участник антитеррористических операций в период Второй чеченской войны, погиб при исполнении служебных обязанностей во время боя 6-й роты 104-го гвардейского воздушно-десантного полка у высоты 776 в Шатойском районе Чечни.

## Биография
Роман Сергеевич Пискунов родился 14 марта 1980 года в посёлке Сокольское (ныне — Сокольский городской округ Нижегородской области). С раннего возраста с семьёй жил в микрорайоне Правдинск города Балахны Нижегородской области, учился в Балахнинской средней школе № 14. После её окончания поступил в профессионально-техническое училище № 32 на специальность сварщика. Завершил обучение в 1999 году. В конце июня того же года Пискунов был призван на службу в Вооружённые Силы Российской Федерации Балахнинским районным военным комиссариатом Нижегородской области. Получил военную специальность механика-водителя боевой машины пехоты, после чего был направлен для дальнейшего прохождения службы в 6-ю роту 104-го гвардейского воздушно-десантного полка.
С началом Второй чеченской войны в составе своего подразделения гвардии рядовой Роман Пискунов был направлен в Чеченскую Республику. Принимал активное участие в боевых операциях. С конца февраля 2000 года его рота дислоцировалась в районе населённого пункта Улус-Керт Шатойского района Чечни, на высоте под кодовым обозначение 776, расположенной около Аргунского ущелья. 29 февраля — 1 марта 2000 года десантники приняли здесь бой против многократно превосходящих сил сепаратистов — против всего 90 военнослужащих федеральных войск, по разным оценкам, действовало от 700 до 2500 боевиков, прорывавшихся из окружения после битвы за райцентр — город Шатой. Вместе со всеми своими товарищами он отражал ожесточённые атаки боевиков Хаттаба и Шамиля Басаева, не дав им прорвать занимаемые ротой рубежи. В том бою гвардии рядовой Роман Сергеевич Пискунов погиб с оружием в руках. Погибли также ещё 83 его сослуживца.
С воинскими почестями и при большом стечении народа Пискунов был похоронен на городском кладбище города Балахны Нижегородской области.
Указом Президента Российской Федерации гвардии рядовой Роман Сергеевич Пискунов посмертно был удостоен ордена Мужества.

## Память
- В честь Романа Пискунова названа одна из улиц города Балахны.
- Около здания ресурсного центра, где ранее располагалось Балахнинское профессионально-техническое училище № 32, которое оканчивал Пискунов, установлен его бюст[4].
- На доме № 3 по улице Романа Пискунова в Балахне установлена мемориальная доска[5].